# Štola Anna (Povrly-Roztoky)
Štola Anna (od 19. stol. též nazývaná Segen Gottes, česky Boží požehnání) je jednou z historických hornických štol, jimiž je protkán kopec Vysoká hora (Hohen Berg, 235 m n. m.) na levém břehu Labe v Roztokách, místní části obce Povrly v okrese Ústí nad Labem (Ústecký kraj).

## Geomorfologická a geologická charakteristika

### Geomorfologie
Z geomorfologického hlediska se lokalita nachází na území okrsku Ústecké středohoří podcelku Verneřické středohoří, které představuje typické území neovulkanického georeliéfu s lávovými příkrovy a magmatickými suky. Geomorfologický podcelek Verneřické středohoří přináleží do celku České středohoří v rámci Krušnohorské soustavy.

### Geologie a mineralogie
Ložisko v oblasti tzv. roztockého vulkanického centra, které bylo hlavním těžištěm vulkanických aktivit v Českém středohoří, reprezentuje jediné polymetalické zrudnění prokazatelně terciérního původu na území Českého masivu. Geologické pochody, které vytvořily na oherském riftu silně diferenciovaný vulkanický komplex, zde probíhaly v době před 42–10 milióny let. Roztocká subvulkanická struktura se specifickým výskytem horninových typů představuje jeden z nejdůležitějších tektonovulkanických uzlů mladého vývoje Českého masivu. Byla studována a popsána již v 19. století (např. J. E. Hibsch 1899).
Masív Vysoké hory při jižním okraji roztockého vulkanického centra tvoří monzodioritový peň, jehož stáří bylo stanoveno na 29,5 miliónů let. Centrální diatréma roztockého vulkanického centra je vyplněna zejména brekcií trachytu s karbonátovým tmelem. Tato brekcie je proniknuta mladšími trachyty a fonolity. V okolí brekcie se nacházejí tělesa olivinického nefelinitu, bazanitu a fonolitu. Hlavní ložisko představují nejméně tři prakticky rovnoběžné rudní žíly, z nichž dvě procházejí tělesem monzodioritu, třetí, nejzápadnější, pak tělesem fonolitu. Minerální výplň je tvořena převážně karbonáty rodochrozitem, dolomitem a kalcitem, z rudních minerálů je zastoupen především sfalerit, dále galenit, tetraedrit a hessit se stopami stříbra, v menším množství pak pyrit a chalkopyrit. Ve zvětralých partiích žíly blíže k povrchu byl kromě limonitu zjištěn cerusit, smithsonit, sádrovec, malachit a azurit; starší autoři uvádějí ještě chryzokol, chalkozín a argentit. Ojediněle byl zaznamenán i výskyt chalcedonu a achátu.

## Historie těžby

### Od středověku po 20. století
V pracích některých autorů (Leonhard 1808, Hibsch 1927) se objevily spekulace, že roztocké rudní žíly byly těženy již ve 12. století, pro toto tvrzení však neexistují žádné relevantní důkazy. Písemné záznamy, dokumentující těžbu stříbra v Roztokách, jsou doloženy až z první poloviny 16. století. Jsou uváděny například štoly Barbora, Josef, Sv. Kryštof a další. V poslední dekádě 18. století byla vysoko v horní části strmého údolí Katzengrund (též zvaného Köhlengrund) na výchozu rudní žíly zaražena štola Anna. Uvádí se, že v roce 1793 byla tato štola dlouhá 124 láter (235 metrů), avšak již v roce 1797 byly roztocké doly opuštěny jako málo výnosné.
V roce 1853 se místní společenství těžařů, které vzniklo z popudu roztockého faráře Karla Wettengela, pokusilo obnovit těžbu ve štole Anna, která byla v tomto roce poprvé nově uváděna pod jménem Segen Gottes. Tyto pokusy o dolování však byly ukončeny již v roce 1856. Další pokusy o těžbu byly zahájeny až po půl století, v roce 1907, kdy se pustil do kutání ve starých štolách teplický podnikatel Josef Schmidt-Penitschka, jehož těžařské aktivity jsou z této doby známy i z oblasti Jiřetína pod Jedlovou. Vyzmáhány byly štoly Segen Gottes (štola Anna) a Kirchenstolln (Kostelní štola). Podle zkoušky z roku 1907 údajně obsahovala ve štole Segen Gottes jedna tuna rudy 278 g stříbra, podle další zkoušky z následujícího roku obsahovala tuna rudy 440 g stříbra.

### Turistická atrakce
V roce 1929 byla štola Anna zpřístupněna pro turisty. Návštěvníci se mohli za malý poplatek projít podzemím, kde byly vystaveny kusy rud a staré hornické nářadí. Provozovatelkou této turistické atrakce byla roztocká občanka Elfrieda Hruschková, která pravděpodobně bydlela v domku (tzv. Zechenhaus) před ústím štoly. Nášvtěvy turistů skončily v roce 1935, kdy bylo ústí štoly zavaleno. Na počátku 21. století byly na místě někdejšího domku patrné pouze jeho základy.

### Po druhé světové válce
V letech 1953 až 1956 bylo ložisko v Roztokách předmětem zájmu pracovníků teplického národního podniku Severočeský rudný průzkum. V roce 1953 byly vyzmáhány štoly Anna, Kostelní a Bezejmenná, přičemž štola Anna byla vyčištěna v délce 200 metrů. Pracovníci Severočeského rudného průzkumu v letech 1955 až 1956 pokračovali v ražbě štoly Anna podél hlavní rudné žíly o dalších 100 metrů, přičemž byly raženy i různě dlouhé překopy. Celková délka štoly po tomto průzkumu činila (bez překopů) 350 metrů. Těžba zde poté již nikdy nebyla obnovena, štola byla na počátku 21. století částečně zavalena a nepřístupná.

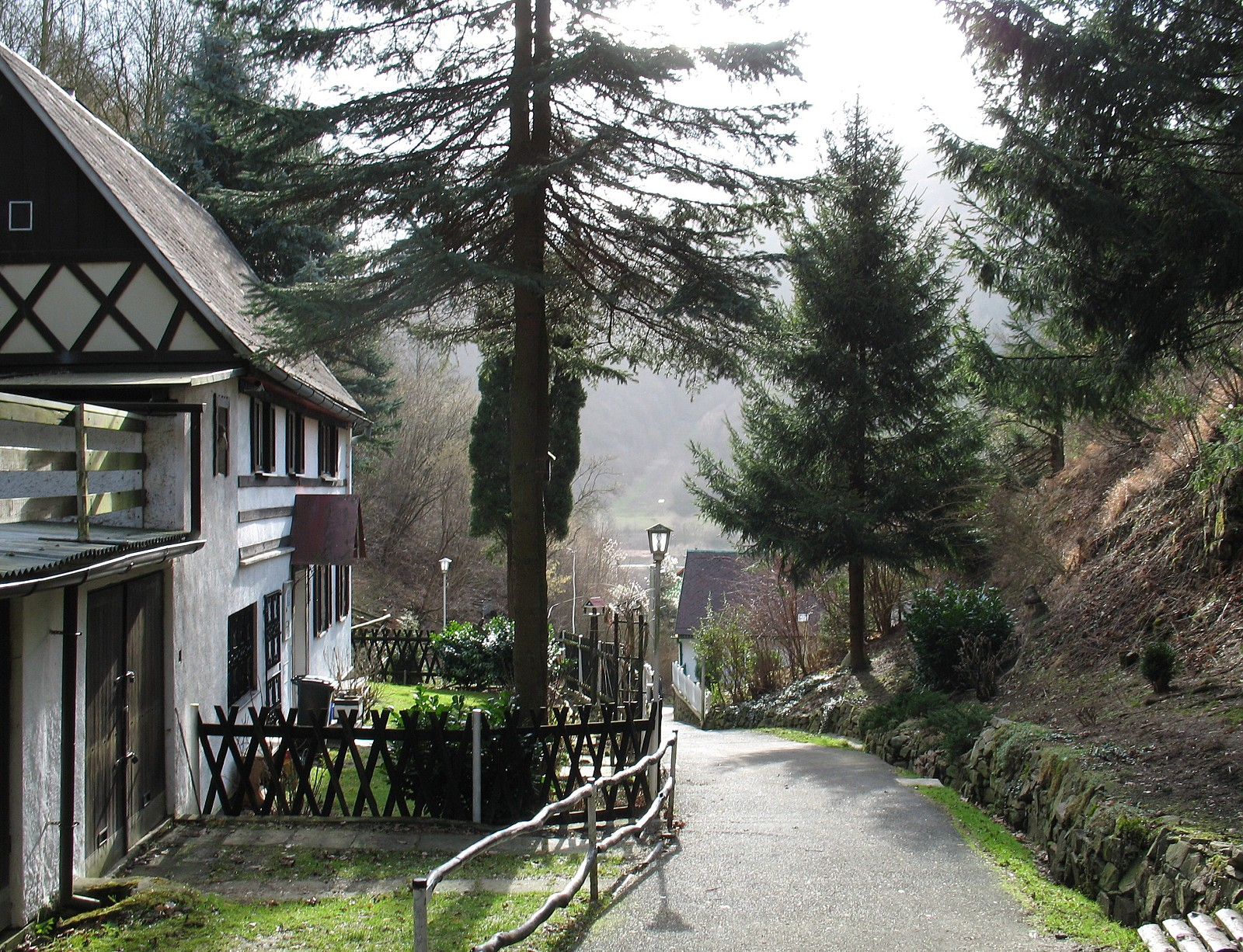
Domy v někdejším Katzengrundu
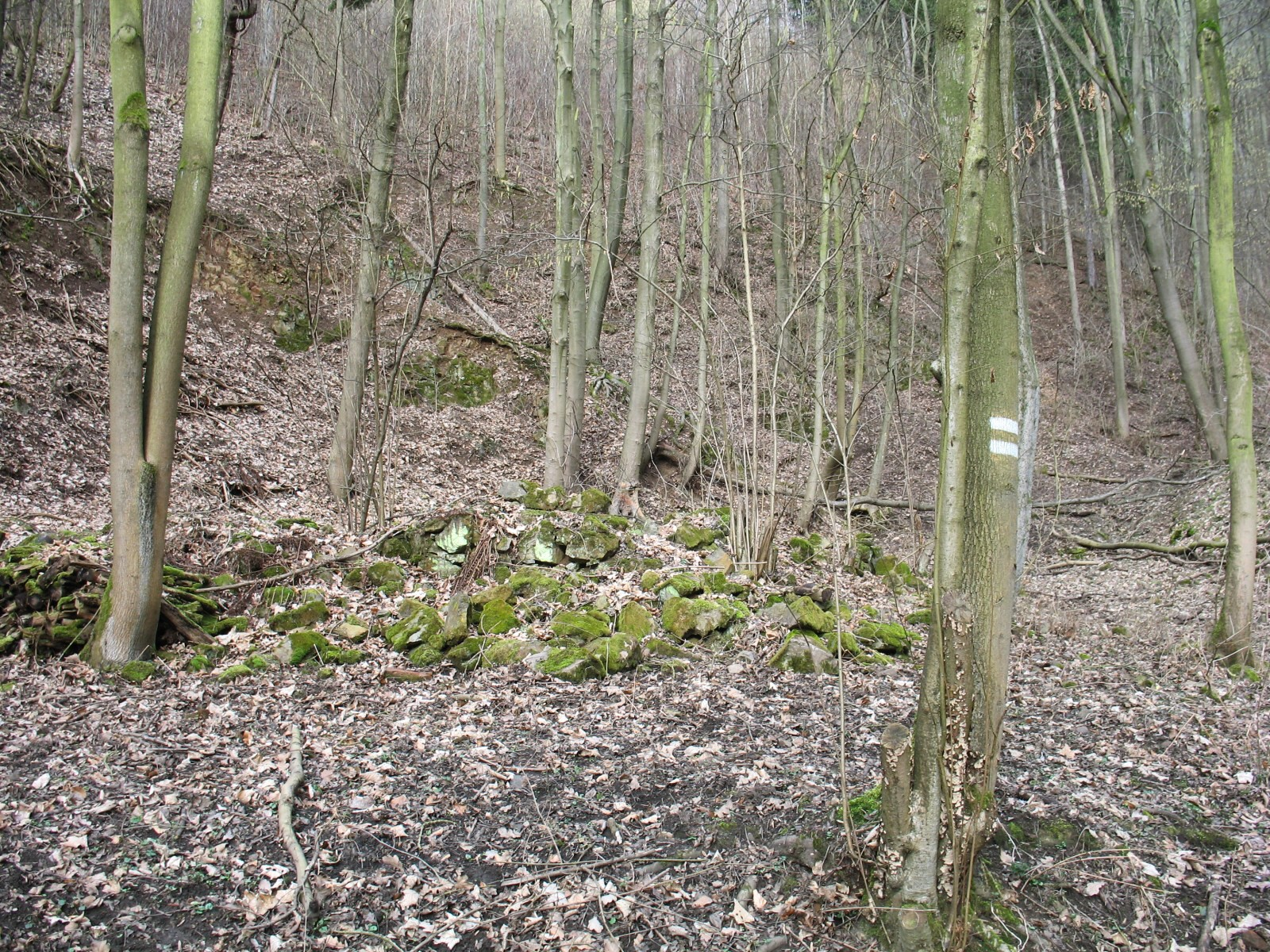
Místo, kde stával tzv. Zechenhaus
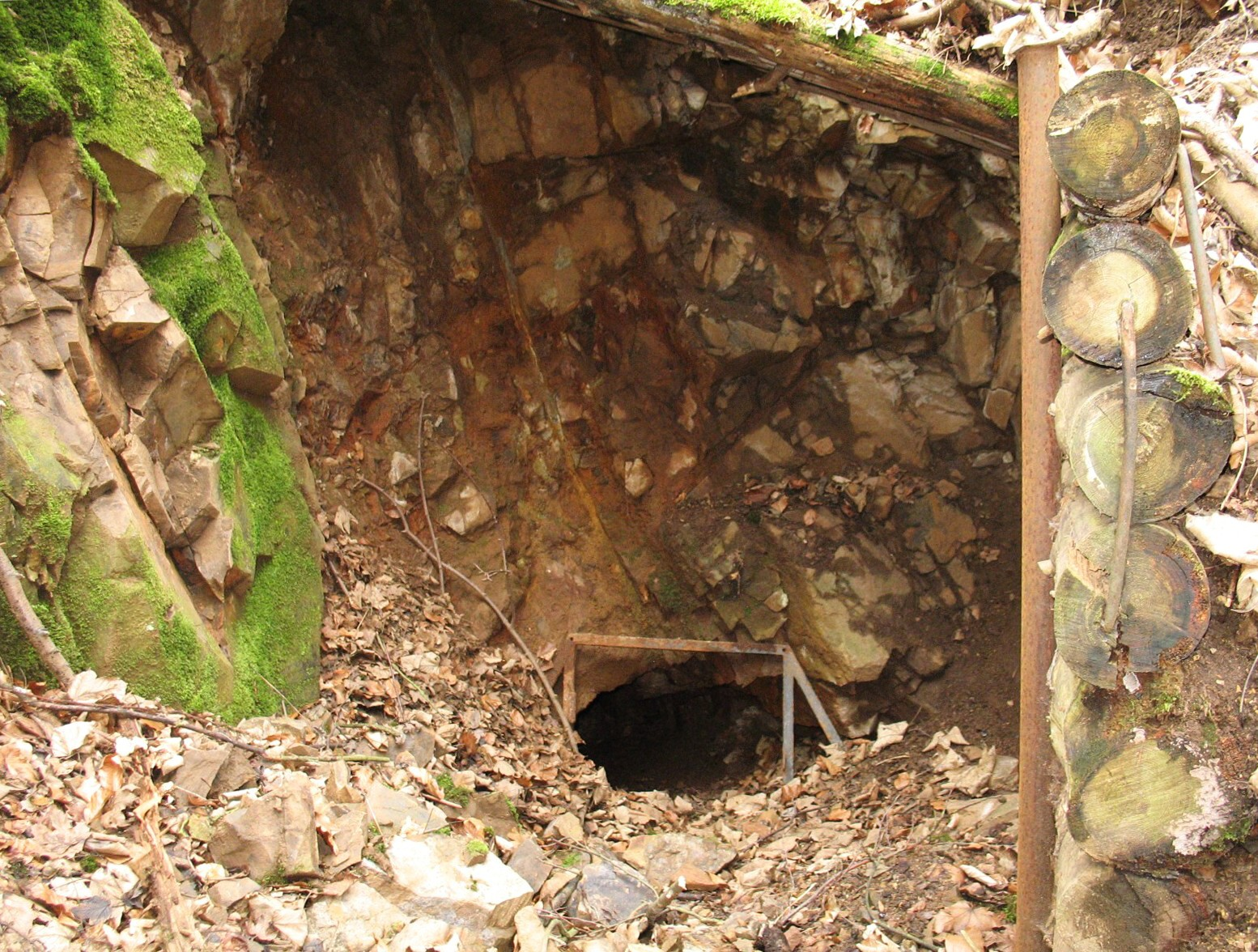
Zavalený vstup do štoly
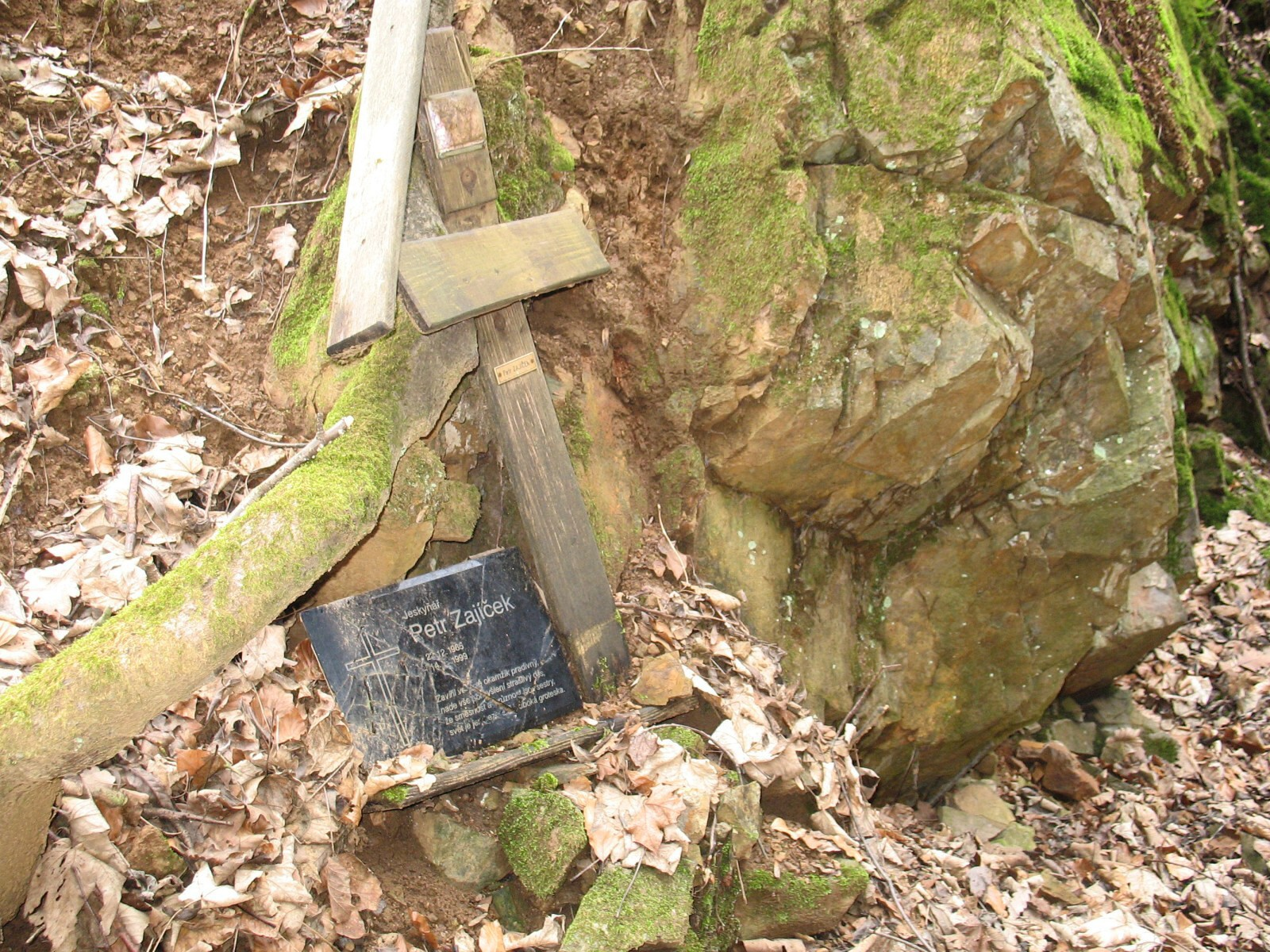
Pomníček jeskyňáře před štolou
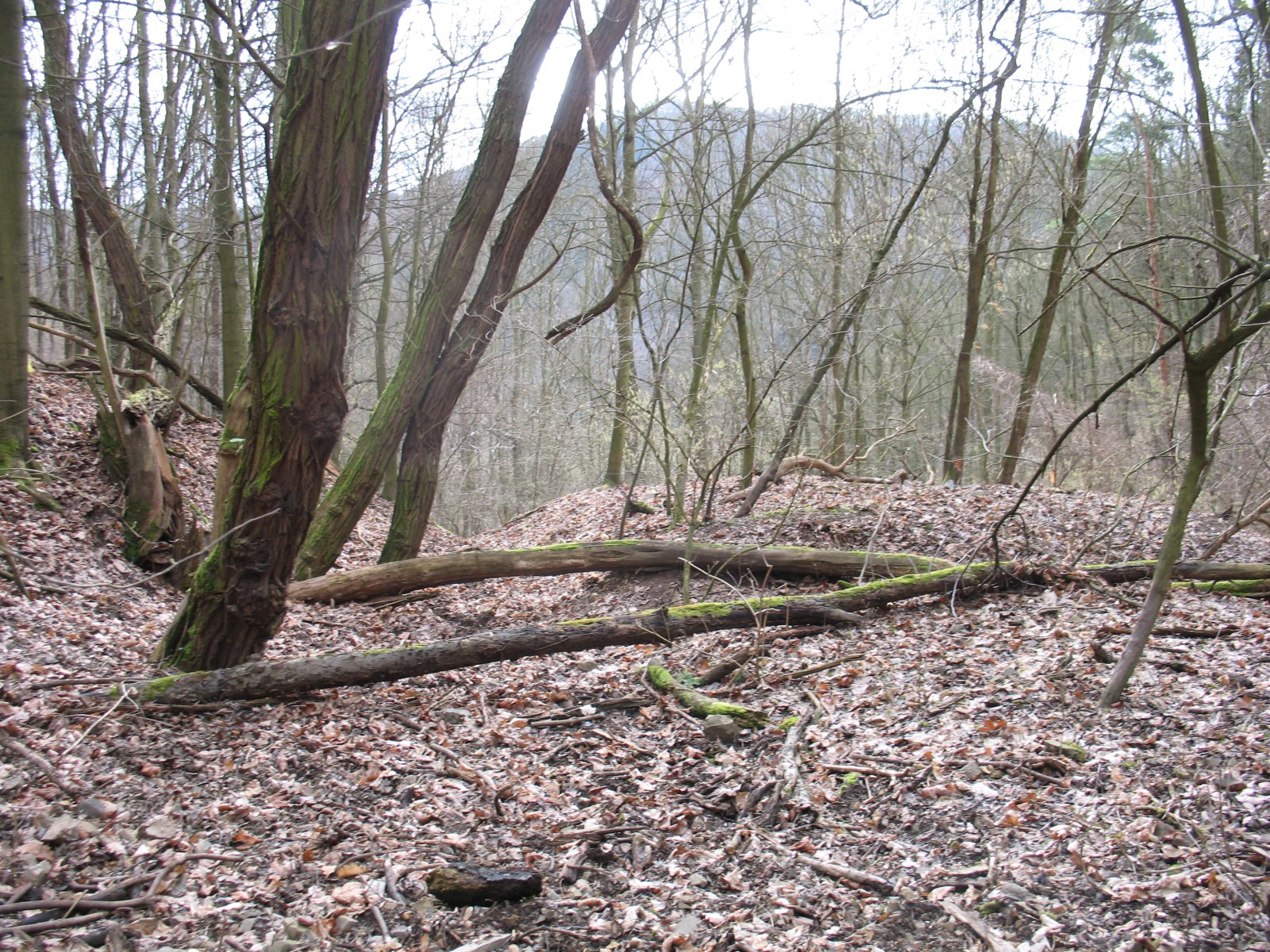
Na haldě u štoly Anna